# Log v Bohinju
Log v Bohinju (IPA: [ˈloːk w bɔˈxiːnju]) è un insediamento (naselje) di 20 abitanti, della municipalità di Bohinj nella regione statistica dell'Alta Carniola in Slovenia.